# Indonezja na Letnich Igrzyskach Olimpijskich 1996
Indonezję na Letnich Igrzyskach Olimpijskich 1996 reprezentowało 40 zawodników: 23 mężczyzn i 17 kobiety. Był to dziesiąty start reprezentacji Indonezji na letnich igrzyskach olimpijskich.

## Zdobyte medale
| Medal  | Zawodnik                              | Dyscyplina | Konkurencja           | Rezultat                                                                                       |
| ------ | ------------------------------------- | ---------- | --------------------- | ---------------------------------------------------------------------------------------------- |
| Złoto  | Rexy Mainaky, Ricky Subagja           | Badminton  | gra podwójna mężczyzn | w finale pokonali Malezyjczyków Soon Kit Cheah - Kim Hock Yap 2:1 (5:15, 15:13, 15:12)         |
| Srebro | Mia Audina                            | Badminton  | gra pojedyncza kobiet | w finale uległa Koreance Soo-Hyun Bang 0-2 (6:11, 7:11)                                        |
| Brąz   | Susi Susanti                          | Badminton  | gra pojedyncza kobiet | w meczu o brązowy medal pokonała Koreankę Kim Ji-hyun 2-0 (11:4, 11:1)                         |
| Brąz   | Denny Kantono, Antonius Budi Ariantho | Badminton  | gra podwójna mężczyzn | w meczu o 3. miejsce pokonali Malezyjczyków Beng Kiang soo -Kim Her Tan 2:1 (15:4, 12:15,15:8) |

## Skład kadry

### Badminton
Kobiety
- Mia Audina - gra pojedyncza - 2. miejsce,
- Susi Susanti - gra pojedyncza - 3. miejsce,
- Yuliani Sentoso - gra pojedyncza - 9. miejsce,
- Eliza Nathanael, Zelin Resiana - gra podwójna - 5. miejsce,
- Aadjijatmiko Finarsih, Lili Tampi - gra podwójna - 9. miejsce,

Mężczyźni
- Hariyanto Arbi - gra pojedyncza - 4. miejsce,
- Alan Budikusuma - gra pojedyncza - 5. miejsce,
- Joko Supriyanto - gra pojedyncza - 5. miejsce,
- Rexy Mainaky, Ricky Subagja - gra podwójna - 1. miejsce
- Denny Kantono, Antonius Budi Ariantho - gra podwójna - 3. miejsce
- Rudy Gunawan, Bambang Supriyanto - gra podwójna - 9. miejsce

Mikst
- Rosalina Riseu, Flandy Limpele - 5. miejsce,
- Minarti Timur, Trikus Haryanto - 5. miejsce,

### Boks
Mężczyźni
- La Paene Masara waga papierowa do 48 kg - 8. miejsce,
- Hermensen Ballo waga musza do 52 kg - 9. miejsce,
- Nemo Bahari waga piórkowa do 57 kg - 17. miejsce,
- Hendrik Simangunsong waga lekkośrednia do 71 kg - 9. miejsce,

### Judo
Mężczyźni
- Krisna Bayu - waga do 86 kg - 21. miejsce,

### Lekkoatletyka
Mężczyźni
- Ethel Hudson - maraton - 72. miejsce,

### Łucznictwo
Kobiety
- Nurfitriyana Saiman-Lantang - indywidualnie - 32. miejsce,
- Danahuri Dahliana - indywidualnie - 36. miejsce,
- Hamdiah Damanhuri - indywidualnie - 42. miejsce,
- Danahuri Dahliana, Hamdiah Damanhuri, Nurfitriyana Saiman-Lantang - drużynowo - 15. miejsce

### Pływanie
Mężczyźni
- Richard Sam Bera

50 m stylem dowolnym - 44. miejsce,
100 m stylem dowolnym - 34. miejsce,

### Podnoszenie ciężarów
Mężczyźni
- Hari Setiawan - waga do 56 kg - 12. miejsce,

### Siatkówka plażowa
Kobiety
- Timy Yudhani Rahayu, Etta Kaize - 13. miejsce,

Mężczyźni
- Mohamed Nurmufid, Markoji - 17. miejsce

### Tenis stołowy
Kobiety
- Rossy Pratiwi Dipoyanti - gra pojedyncza - 49. miejsce,

Mężczyźni
- Anton Suseno - gra pojedyncza - 33. miejsce,

### Tenis ziemny
Kobiety
- Yayuk Basuki - gra pojedyncza - 33. miejsce,
- Romana Tedjakusuma, Yayuk Basuki - gra podwójna - 9. miejsce,

### Żeglarstwo
- Oka Sulaksana - windsurfing mężczyzn - 13. miejsce